# Hidroxiclorochină
Hidroxiclorochina, un derivat de 4-aminochinolină, este un medicament antimalaric a cărui acțiune schizontocidă rapidă se asociază cu activitatea gametocidă și este, totodată, un antireumatic cu mecanism de absorbție întârziată.

## Mod de acțiune
Hidroxiclorochina are mai multe proprietăți farmacologice:
- interacțiuni cu grupări sulfhidril SH
- modularea activității unor enzime (între care fosfolipaza, NADH-citocrom-C-reductaza, colinesteraze, proteaze și hidrolaze)
- stabilizarea membranelor lizozomale
- inhibarea formării prostaglandinelor, a funcției chemotactice și fagocitice a polimorfonuclearelor;
- posibila interferare a producerii de interleukină-1 de către monocite și inhibarea eliberării de anion superoxid de către neutrofile. Concentrarea în veziculele acide intracelulare și creșterea consecutivă a pH-ului acestora poate explica atât efectele antiprotozoarice, cât și pe cele antireumatice.Hidroxiclorochina se absoarbe rapid după administrare orală. Biodisponibilitatea medie este aproximativ 74%. Este larg distribuită în organism și se acumulează în celula eritrocitară și în țesutul hepatic, pulmonar, renal și ocular. Este biotransformată parțial în ficat la metabolitul etilat activ și este eliminată principal pe cale renală, în proporție de 23 – 25% în formă nemodificată, dar și pe cale biliară. Eliminarea este lentă, semiviața de eliminare finală fiind aproximativ 50 de zile (sânge integral) sau 32 de zile (plasmă). Hidroxiclorochina traversează bariera placentară și, probabil, asemănător clorochinei, se elimină în laptele matern.

## Indicații
- Afecțiuni reumatice și dermatologice: lupus eritematos sistemic; lupus eritematos discoid; artrită reumatoidă; artrită idiopatică juvenilă; afecțiuni dermatologice produse sau agravate de lumina solară.
- Malarie: pentru tratamentul atacurilor acute și pentru suprimarea malariei produsă de Plasmodium vivax, P. ovale și P. malariae sau de tulpini senzitive de P. falciparium. Pentru tratamentul radical al malariei produsă de tulpini senzitive de P. falciparium.
- Începand cu luna februarie a anului 2020 este utilizată experimental pentru tratamentul COVID-19. [9][10][11]

## Mod de administrare
Numai pentru administrare orală. 
- Maladii reumatice: Hidroxiclorochina are acțiune cumulativă și va necesita câteva săptămâni pentru a-și exercita efectele ei terapeutice benefice, în timp ce efecte adverse minore pot apărea relativ precoce. Dacă nu se produce o ameliorare obiectivă în primele 6 luni, tratamentul va fi întrerupt. Lupus eritematos sistemic sau discoid: la adulți, inițial, 400 mg până la 800 mg pe zi. Pentru tratamentul de menținere, 200 mg până la 400 mg pe zi.
- Artrită reumatoidă: la adulți, inițial, 400 mg până la 600 mg pe zi. Pentru tratamentul de menținere, 200 mg până la 400 mg pe zi.
- Artrită cronică juvenilă: dozele nu vor depăși 6,5 mg/kg corp și vor fi întotdeauna sub limita de 400 mg pe zi.
- Afecțiuni dermatologice prin expunerea la soare: tratamentul se va restrânge la perioadele de maximă expunere la soare. La adulți, pot fi suficiente 400 mg pe zi.
- Malarie: supresia malariei: la adulți, 400 mg în aceeași zi a fiecărei săptămâni. La copii, doza supresivă săptămânală este 6,5 mg/kg corp, dar nu va depăși doza pentru adult, indiferent de greutate. Dacă circumstanțele permit, tratamentul supresiv va începe cu 2 săptămâni înaintea expunerii. În orice caz, dacă această recomandare nu poate fi respectată, se poate administra o doză inițială dublă (de încărcare), de 800 mg la adulți sau 12,9 mg/kg (dar fără a depăși 800 mg) la copii, divizată în 2 prize, la interval de 6 ore. Tratamentul supresiv trebuie continuat încă 8 săptămâni după părăsirea zonei endemice. Tratamentul atacului acut de malarie: la adulți, o doză inițială de 800 mg, urmată la 6–8 ore de 400 mg, timp de 2 zile consecutive (total 2 g de hidroxiclorochin sulfat). O schemă alternativă, utilizând o singură doză de 800 mg, s-a dovedit, de asemenea, eficientă. Dozele pentru adulți pot fi calculate în funcție de masa corporală, la fel ca cele pentru copii (vezi mai jos). La copii, o doză de 32 mg/kg corp (dar fără a depăși 2 g) se divizează și se administrează în 3 zile, după cum urmează: Prima doză: 12,9 mg/kg (dar fără a depăși o doză unică de 800 mg). A doua doză: 6,5 mg/kg (dar fără a depăși 400 mg), la 6 ore după prima doză. A treia doză: 6,5 mg/kg (dar fără a depăși 400 mg), la 18 ore după a doua doză. A patra doză: 6,5 mg/kg (dar fără a depăși 400 mg), la 24 de ore după a doua doză.

## Contraindicații
Maculopatie a ochiului preexistentă. Hipersensibilitate (alergie) cunoscută la derivați ai 4-aminochinolinei.
Precauții:
- Generale: înaintea începerii unui tratament pe termen lung, ambii ochi vor fi examinați pentru acuitatea uzuală, câmpul vizual central și vederea culorilor (oftalmoscopie atentă). După aceea, examinarea va fi repetată, cel puțin, anual. Această examinare va fi mai frecventă și mai adaptată pacientului, dacă este prezent unul dintre următorii factori: doza zilnică depășește 6,5 mg/kg corp; insuficiență renală; durata tratamentului mai mare de 10 ani; vârsta peste 65 de ani; acuitatea vizuală sub 0,8. La apariția oricărei tulburări oculare (acuitate vizuală, percepția culorilor) trebuie efectuată examinarea oculară, după care pacientul rămâne sub observație continuă pentru progresia posibilă a anomaliei. Riscul de retinopatie la 4-aminochinoline pare dependent de doză și este probabil să fie crescut dacă se depășesc dozele recomandate. Se va manifesta precauție la pacienții cu deficiențe hepatice sau renale, la care poate fi necesară reducerea dozelor, ca și la cei care utilizează medicamente despre care se cunoaște că afectează aceste organe. Se va manifesta precauție, de asemenea, la pacienții cu tulburări gastrointestinale, neurologice sau sanguine, la cei cu sensibilitate la chinină, sau cu deficit de glucozo-6-fosfat dehidrogenază, cu porfirie sau psoriazis. Cu toate că riscul de depresie medulară este scăzut sunt recomandate teste sanguine periodice, iar tratamentul va fi întrerupt dacă apar anomalii. Copiii mici sunt deosebit de sensibili la efectele toxice ale 4-aminochinolinelor, de aceea, pacienții vor fi avertizați să nu lase hidroxiclorochina la îndemâna copiilor. Malarie: hidroxiclorochina nu este eficace împotriva tulpinilor rezistente de P. falciparum, și nu este activă împotriva formelor exo-eritrocitare de P. vivax, P. ovale și P. malariae și, deci, administrată profilactic, nu va preveni nici infecția, nici recăderile infecției datorată acestor organisme.
- Interacțiuni medicamentoase și alte tipuri de interacțiune

Tratamentul simultan cu hidroxiclorochină și digoxină poate conduce la creșterea concentrațiilor serice ale digoxinei: nivelele serice ale digoxinei vor fi atent monitorizate la pacienții care primesc aceste tratamente asociate.
- Sarcină și alăptare

Administrarea hidroxiclorochinei în timpul sarcinii trebuie evitată, cu excepția utilizării ei pentru supresia sau tratamentul malariei, dacă medicul cântărește că beneficiile potențiale depășesc riscurile potențiale. Se va reține că 4-aminochinolinele în doze terapeutice au fost asociate cu leziuni SNC, inclusiv ototoxicitate (toxicitate auditivă și vestibulară, surditate congenitală), hemoragii retiniene și pigmentare retiniană anormală. O atenție deosebită va fi acordată utilizării hidroxiclorochinei în timpul alăptării, deoarece s-a observat că se elimină în mici cantități în laptele matern și este cunoscut că nou-născuții sunt extrem de sensibili la efectele toxice ale 4-aminochinolinelor.
- Efecte asupra capacității de a șofa sau de a conduce utilaje în mișcare:

Pacienții vor fi avertizați asupra capacității de a șofa sau de a conduce utilaje în mișcare, întrucât hidroxiclorochina poate afecta acomodarea oculară și poate produce încețoșarea vederii. Dacă aceste tulburări nu dispar în timp, poate fi necesară o reducere temporară a dozelor.

## Reacții adverse
Rar poate apărea retinopatie cu modificări de pigmentare și defecte ale câmpului vizual. În formele incipiente, aceste modificări au fost reversibile la întreruperea administrării. Dacă retinopatia este lăsată să evolueze spre stadii mai avansate, poate exista riscul să progreseze și după întreruperea tratamentului. Au fost semnalate modificări ale corneei, între care edem și opacifieri. Acestea pot fi asimptomatice sau pot genera apariția de halouri, vedere încețoșată sau fotofobie. Aceste tulburări pot să dispară în timpul tratamentului sau doar la întreruperea acestuia. Încețoșarea vederii, dependentă de doză și reversibilă, poate să apară, datorită unei tulburări de acomodare. Iritația cutanată apare uneori; au fost, de asemenea, semnalate modificări pigmentare ale pielii și membranelor mucoase, albirea părului și alopecie. Acestea dispar, de obicei repede, la întreruperea tratamentului. Au fost semnalate cazuri izolate de dermatită exfoliativă. Alte efecte adverse includ tulburări gastrointestinale, cum ar fi greață, diaree, anorexie, dureri abdominale și, rar, vărsături. Aceste simptome dispar, de obicei, imediat, la reducerea dozei sau la întreruperea tratamentului. Mai puțin frecvent, pentru această clasă de medicamente au fost semnalate slăbiciune musculară, vertij, tinnitus, surzire nervoasă, cefalee, nervozitate și labilitate emoțională. Rar, a fost semnalată depresie medulară, cardiomiopatie, neuromiopatie, psihoză și convulsii. Au fost raportate cazuri izolate de anomalii ale testelor funcționale hepatice și au fost publicate două cazuri de insuficiență hapatică fulminantă. Hidroxiclorochina poate exacerba porfiria și poate precipita atacuri de psoriazis.

## Supradozare
Supradozarea 4-aminochinolinelor este periculoasă, mai ales, la copii, la care doze de numai 1 - 2 g s-au dovedit fatale. Simptomele supradozării pot include: cefalee, tulburări vizuale, colaps cardiovascular și convulsii, urmate de stop respirator și cardiac iminent precoce. Deoarece aceste efecte pot să apară curând după administrarea unei doze masive, tratamentul trebuie să fie prompt. Conținutul stomacal trebuie imediat evacuat, fie prin vărsături provocate, fie prin lavaj gastric. Cărbunele activat, într-o doză de cel puțin 5 ori mai mare decât supradoza, poate inhiba absorbția dacă este introdus în stomac, prin sondă, după lavaj și în primele 30 de minute de la ingestia supradozei. Se va lua în considerare administrarea parenterală de diazepam, întrucât studiile au semnalat că este benefică în reprimarea cardiotoxicității clorochinei. Vor fi instituite suportul respirator și managementul șocului, dacă este necesar.